# Reblino
Reblino (deutsch Reblin, auch Alt Reblin) ist ein Dorf in der polnischen Woiwodschaft Pommern und gehört zur Stadt-und-Land-Gemeinde Kobylnica (Kublitz) im Kreis Słupsk (Stolp).

## Geographische Lage
Das alte Bauern- und Gutsdorf Reblino liegt einen Kilometer südlich der polnischen Landesstraße 6 (ehemalige deutsche Reichsstraße 2, heute auch Europastraße 28) Danzig – Stettin, 17 Kilometer nordöstlich von Sławno (Schlawe) und 11 Kilometer südwestlich von Słupsk (Stolp). Der Ort ist Bahnstation an der Staatsbahnstrecke Nr. 202 Danzig–Stargard (Pommern). Mitten durch das Dorf führt eine Nebenstraße, die Swołowo (Schwolow) im Norden mit Wrząca (Franzen) im Süden verbindet.
Nachbargemeinden von Reblino sind: Zębowo (Symbow) im Norden, Bolesławice (Ulrichsfelde) und Widzino (Veddin) im Osten, Runowo Sławieńskie (Klein Runow) im Süden und Sycewice (Zitzewitz) im Westen.
Das Gelände ist flachwellig, und die höchste Erhebung ist der Góra Łowwczyn (Jägersberg) mit einer Höhe von 54 Metern.

## Ortsname
Reblin bzw. Reblino wird seit alters her so genannt. Nach Anlage der Kolonie Neu Reblin (polnisch: Reblinko) unterscheidet man auch „Alt“ Reblin (so auch der Stationsname der Reichsbahn bis 1945).

## Geschichte
Um 1500 wird Reblin als Lehen derer von Massow erwähnt. 1507 bestätigt Herzog Bogislaw X. einen Vergleich, wonach Thomas von Massow sein Dorf Reblin an Jürgen von Stuke tauscht und dafür mit Sanskow (heute polnisch: Zajączkowo) belehnt wird.
1652 verkaufen es die Stukes an Ludwig von Schachmann, von dem es 1752 Paul von Below auf Reddentin (Redęcin) erhält. Danach wechselt das Dorf aufgrund der Erbfolge mehrmals zwischen denen von Puttkamer und von Below.
Um 1780 gab es in Alt Reblin 1 Vorwerk, 3 Bauern, 4 Kossäten, 1 Krug und – mit Neu Reblin zusammen – 21 Feuerstellen (Haushalte). 1816 – damals lebten in Reblin 227 Einwohner – verkaufen die von Belows Reblin an Rittmeister von Gottberg, dessen Sohn es 1897 an Wilhelm von Zitzewitz auf Zitzwitz (Sycewice) veräußert. Letzter Herr auf Reblin vor 1945 war Henning von Zitzewitz.
1939 waren in Reblin 369 Einwohner registriert. Bis 1945 gehörte der Ort mit Klein Runow (Runowo Sławieńskie) und Reddentin (Redęcin) zum Amt Reddentin im Landkreis Schlawe i. Pom. im Regierungsbezirk Köslin der preußischen Provinz Pommern. Das Standesamt war ebenfalls in Reddentin angesiedelt. Amtsgerichtsbereich war Stolp.
Am 8./9. März 1945 wurde Reblin von sowjetischen Truppen eingenommen. Danach hatte die Bevölkerung Arbeitseinsatz unter zunächst russischer, später polnischer Leitung zu leisten. 1956/57 wurden die letzten Deutschen aus dem Dorf ausgewiesen. Reblin ist heute als Reblino ein Teil der Gmina Kobylnica im Powiat Słupski der Woiwodschaft Pommern (bis 1998 Woiwodschaft Stolp).

## Reblinko(Neu Reblin)
Im Jahre 1773 wurde aus Mitteln königlicher Gnadengelder die Kolonie Neu Reblin (Reblinko) an der Nordseite der heutigen polnischen Landesstraße 6 errichtet. Zu ihr gehörten 1 Schäferei und 6 Büdner. Hier ist jetzt der Abzweig der neuen Südumgehungsstraße für Słupsk geplant, die bei Redzikowo (Reitz) wieder auf die Landesstraße 6 treffen soll.

## Kirche
Die Bevölkerung von Reblin war vor 1945 überwiegend evangelisch. Der Ort war mit den Dörfern Birkow (Bierkowo), Gatz (Gać), Reddentin (Redęcin), Symbow (Zębowo) und Zitzewitz (Sycewice) in das Kirchspiel Symbow im Kirchenkreis Stolp-Stadt in der Kirchenprovinz Pommern der Kirche der Altpreußischen Union eingepfarrt. Letzter deutscher Geistlicher war Pfarrer Oskar Klopsch.
Seit 1945 ist Reblino fast ausnahmslos katholisch. Das Dorf gehört jetzt wie auch Runowo Sławieńskie (Klein Runow) zur Pfarrei Kobylnica (Kublitz) im Bistum Köslin-Kolberg der Katholischen Kirche in Polen. Evangelische Kirchenglieder werden vom Pfarramt der Heilig-Kreuz-Kirche in Słupsk (Stolp) in der Diözese Pommern-Großpolen der Evangelisch-Augsburgischen Kirche in Polen betreut.

## Schule
Die Volksschule in Reblin war vor 1945 einklassig geführt. Letzter deutscher Lehrer war Karl Esener.

## Söhne und Töchter des Ortes
- Barbara Wotjak (1940–2017), deutsche Sprachwissenschaftlerin